# Havel-Klasse
Die Havel-Klasse (auch Haveleisbrecher) ist ein Eisbrechertyp, von dem neun Einheiten für die DDR-Binnenschifffahrt gebaut wurden.

## Entwurf und Bau
Die Haveleisbrecher wurden speziell für die Kanäle und Binnenseen konstruiert und von 1967 bis 1978 auf den VEB Schiffswerften in Aken und Genthin gebaut.
Angetrieben werden die Eisbrecher von einem Schiffsdieselmotor des Typs SKL 6 NVD 36.1 U, der mit 224 kW auf einen Festpropeller wirkt.
Damit die Schiffe während der eisfreien Zeit auch als Schubboot eingesetzt werden können, wurden sie nachträglich mit entsprechenden Einrichtungen (Schubschultern) ausgerüstet.

## Einheiten
Mit der Indienststellung wurden die Eisbrecher der Technischen Flotte und somit dem Wasserstraßenämtern unterstellt. Nach der Wiedervereinigung Deutschlands wurden alle Einheiten von den Wasserstraßen- und Schifffahrtsämtern übernommen.
| Name     | ENI      | Bauwerft | Baujahr | WSA         | WSA         | Referenzen |
| -------- | -------- | -------- | ------- | ----------- | ----------- | ---------- |
| Eisbär   | 05033810 | Aken     | 1968    | Brandenburg | Brandenburg | [ 1 ]      |
| Eisfuchs | 05026840 | Genthin  | 1972    | Zehdenick   | Eberswalde  | [ 2 ]      |
| Seeadler | 05033800 | Aken     | 1972    | Berlin      | Brandenburg | [ 3 ]      |
| Seelöwe  | 05028840 | Genthin  | 1973    | Berlin      | Berlin      | [ 4 ]      |
| Seeotter | 05028830 | Genthin  | 1973    | Berlin      | Berlin      | [ 5 ]      |
| Seewolf  | 05026670 | Genthin  | 1974    | Magdeburg   | Uelzen      |            |
| Seebär   | 05029740 | Genthin  | 1974    | Grabow      | Magdeburg   |            |
| Seehund  | 05028820 | Genthin  | 1977    | Berlin      | Berlin      | [ 6 ]      |
| Seestern | 05033790 | Genthin  | 1978    | Magdeburg   | Brandenburg | [ 7 ]      |